# Гарюшка
Гарю́шка, она же У́рва — левый, самый большой приток реки Данилихи, длина около 2 км.
Устье реки находится в микрорайоне Данилиха Дзержинского района города Перми. Исток реки, как показывают карты и планы Перми 1926, 1940 и 1948 годов, находился вблизи территории нынешней школы № 109 в Индустриальном районе. Левый приток Гарюшки — река Ключевая в Дзержинском районе.

## История
Изначальное название реки — Урва. В Пермском крае название Урва имеет также один из притоков реки Сюзьвы. В основе такого названия реки, как отмечает А. С. Кривощёкова-Гантман, лежит название одного из пермских родов. В коми-перм. ур (белка) в прошлом — нецерковное имя, родовое прозвание. Позднее река в Перми стала называться по находившейся на её берегах деревне Гарюшки, название которой могло произойти либо от гарь — «выгоревшее или выжженное место в лесу», либо от мужского имени.
До 1950-х годов река протекала в большом овраге, начало которого на карте Перми (Молотова) 1948 года обозначено в районе позднее появившихся сквера имени Миндовского и улиц Советской Армии и Мира. По рассказам старожилов, когда-то вместо улицы Мира были тянувшиеся до нынешней улицы 9 Мая сплошные озерца и болота — их грунтовые воды, предположительно, давали начало реке, которая на своём пути пересекала Казанский тракт (ныне шоссе Космонавтов) и впадала в Данилиху.
Нынешний коллектор реки, выполняющий функцию водоотвода дождевых стоков, проходит по дворовой территории школы № 109 и пересекает улицу Стаханова. Пройдя под гаражными строениями вдоль улицы Нытвенской, река протекает под насыпью железной дороги — в этом месте её можно увидеть открытой. Далее коллектор реки пересекается с шоссе Космонавтов и улицей Блюхера и идёт вдоль улицы Плеханова (на некотором отдалении от неё) до впадения в Данилиху.
Ширина водоохранной зоны реки составляет 50 м, площадь — 0,162 км².